# 成尋
成尋（1011年—1081年11月9日），日本平安時代中期天台宗僧人，人稱善慧大師。
父親是陸奥守藤原實方之子藤原貞叙，母親則不詳，是一流浪女歌人，一般以成尋阿闍梨母稱之（可能是權大納言源俊賢之女）。

## 生平
他7歲出家，師事京都岩倉大雲寺的文慶，後從悟圓、行圓、明尊等人處受台密之法。長久2年（1041年）就任大雲寺別當，延暦寺總持院阿闍梨和藤原賴通的護持僧。1072年（延久4年）入北宋巡禮天台山、五台山和智者大師等聖跡，後謁見宋神宗，因修祈雨法獲賜善慧大師之號。成寻在中国期间游历杭州，见到宋朝夜市之繁盛，留下“……每一町有大路小路百千，卖买不可言尽……”旅游心得。
在歸國前受神宗慰留，在汴京開寶寺圓寂，著作有遊記『参天台五台山記』8巻。